# Józef Czerwiński
Józef Jan Czerwiński (ur. 19 marca 1907 w Wojniczu, zm. 23 marca 1978 w Warszawie) – grafik, twórca rysunków i ilustracji książkowych głównie w literaturze dziecięcej, także kart i pocztówek, przedstawiciel Polskiej Szkoły Ilustracji. Uprawiał również malarstwo ścienne i wystawiennictwo.

## Wykształcenie
Syn Michała. Szkołę średnią ukończył w Jaśle. W Akademii Sztuk Pięknych w Warszawie ukończył studia malarskie w pracowni prof. Karola Tichego, graficzne u prof. Leona Wyczółkowskiego i Stanisława Chrostowskiego (1937) oraz studiował prawo na Uniwersytecie Jana Kazimierza we Lwowie i w Paryżu (1937–1939).

## Styl artystyczny
W ciągu zawodowej kariery współpracował z wiodącymi polskimi wydawnictwami, takimi jak Nasza Księgarnia, Iskry, Ruch, Czytelnik, WAG. W 1970 r. wykonał ilustracje do książki Rudyarda Kiplinga Słoniątko, za które został nagrodzony złotym medalem na XII Triennale w Mediolanie i zyskał  międzynarodowy splendor.  Stworzony przez niego Pstry Wąż Skalny, Pyton i tytułowe Słoniątko wpłynęły na jego dalszą karierę. W swojej twórczości koncentrował się faunie i florze, kreacje zwierząt stały się głównym motywem jego ilustracji i znakiem rozpoznawczym.
Ignacy Witz, ilustrator, redaktor opracowania Grafika w książkach Naszej Księgarni, twórczość Czerwińskiego opisał następująco:

Forma Czerwińskiego, na którą składa się przeważnie podmalowana lekkim akwarelowym tonem wrażliwa i żywa kreska, posiada nader emocjonalne, impresyjne cechy. Zasadniczą tematykę stanowią zwierzęta, których nie przedstawia w sposób ściśle  przyrodniczy, ale którym  nadaje wyraziste piętno swojej  indywidualności twórczej. Plansze i rysunki tego artysty są bardzo malarskie i bardzo swobodne, czym wyróżniają się korzystnie od prac innych grafików.

Zmarł w Warszawie, pochowany na cmentarzu Powązkowskim w Warszawie (kwatera 172-4-22).

## Twórczość
dla dzieci i młodzieży
- Ferenike i Pejsidoros Lucjana Rydla (NK 1952)
- Szkolne przygody Pimpusia Sadełko Marii Konopnickiej (NK 1956)
- Wyspa Robinsona Arkadego Fiedlera (Iskry 1956)
- W wodzie (bez tekstu, NK 1957)
- Najmilsi Ewy Szelburg-Zarembiny (Czytelnik 1957)
- Lato leśnych ludzi Marii Rodziewczówny (Iskry 1960)
- Przygody małego liska Borysa Apriłowa (NK 1963)
- Przygody małego Angu Wandy Grodzieńskiej (Biuro Wydawnicze Ruch 1968)
- Słoniątko (NK, 1970) Rudyarda Kiplinga
- Atlas płazów i gadów

dla dorosłych
- Opowiadania Jarosława Iwaszkiewicza

## Wystawy
Uczestniczył w wielu wystawach sztuki w kraju i za granicą (Belgia, NRD, RFN, ZSRR, Finlandia, Szwecja, Wielka Brytania, Austria). Miał indywidualne wystawy w Bratysławie, Berlinie, Budapeszcie, Pradze i Sofii.

### Wystawy indywidualne
1954-55 – szkiców z Rumunii i ilustracji do książek dla dzieci w Warszawie
1958 – monograficzna w CBWA w Warszawie
1961 – grafiki książkowej w Galerie in der Biberstrasse w Wiedniu

## Ordery i odznaczenia
- Krzyż Kawalerski Orderu Odrodzenia Polski (11 lipca 1955)[6]
- Medal 10-lecia Polski Ludowej (19 stycznia 1955)[7]

## Nagrody
1951 – III nagroda na I Ogólnopolskiej Wystawie Książki i Ilustracji
1955 – Nagroda Prezesa Rady Ministrów za twórczość dla dzieci i młodzieży
1960 – złoty medal na XII Triennale w Mediolanie za Słoniątko R. Kiplinga
1962 – nagroda II stopnia na wystawie  z okazji XV-lecia PRL-u
1965 – srebrny medal na IBA w Lipsku za Opowiadania Jarosława Iwaszkiewicza
1969 – wyróżnienie w konkursie Sztuka Książki Dziecięcej
1973 – honorowe wyróżnienie na I Biennale Sztuki dla Dzieci w Poznaniu za  Słoniątko R. Kiplinga